# Oadby and Wigston
Oadby and Wigston är ett distrikt (motsvarande kommun) i grevskapet Leicestershire i England, Storbritannien. Distriktet har 58 341 invånare (2022). Den består av ortern Oadby och Wigston Magna. Det finns inga civil parishes i distriktet.